# Simon Verger
Simon Verger, né le 10 juillet 1984 à Limoges, est le directeur du restaurant le « Skiff Club » (deux étoiles au guide Michelin) et directeur de la restauration à l'hôtel Ha(a)ïtza. Il est en 2018 devenu meilleur Ouvrier de France, catégorie maître d'hôtel, du service et des arts de la table.

## Coupe Georges Baptiste

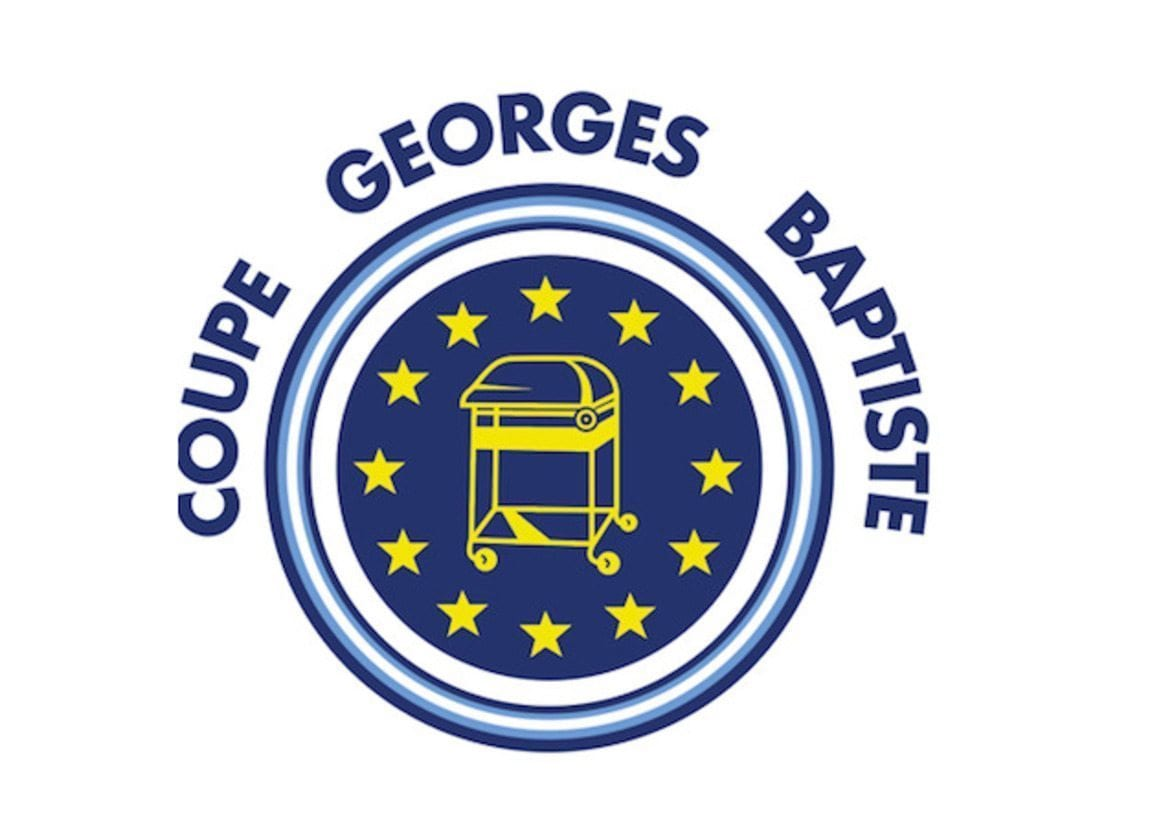
Logo de la Coupe Georges Baptiste

Cette compétition s'exerce à deux niveaux : élèves et professionnelles. Il existe annuellement en France depuis 1961, mais s'étend maintenant à d'autres niveaux comme européen depuis 1992 chaque année dans un pays européen différent. Mais encore au niveau mondial, cette version international se déroule tous les 4 ans dans un contient différent.
Simon Verger tient cette compétition particulièrement à cœur, puisqu'il est le seul français à l'avoir remporté trois années de suite à trois niveaux différents : national, européen et international.

## Participation au concours duMeilleur Ouvrier de France
À 33 ans seulement, Simon Verger est sacré Meilleur Ouvrier de France Maître d'hôtel du Service et des Arts de la Table, ce qui fait de lui un des plus jeunes Meilleur Ouvrier de France dans sa catégorie. En effet toutes catégories confondues on devient généralement Meilleur ouvrier de France en moyenne à 46 ans. Pour lui ce concours est un aboutissement, cela consacre 15 années de travail.
Lors du concours à Deauville, outre les sept autres épreuves le candidat doit réaliser un chef-d'œuvre, pour cette édition ils devaient créer, réaliser, commercialiser un dessert devant le client. Pour cette finale Simon Verger a choisi un dessert à la carotte autour de la brioche et de la pomme, flambé et caramélisé, accompagné d’un cocktail sans alcool.
On peut d'ailleurs retrouver la vidéo de cette finale sur YouTube et voici la recette : 
Carottes des sables de Créances marinées et confites au jus de pommes bio et grillées au Grill "Hibachi" devant les clients. Fallus (brioche historique de Normandie) au caramel beurre salé caramélisée au sucre de gingembre, citron yuzu et déglacées au jus de pommes accompagnées d'une crème prise citron-gingembre, cristallines de pommes et mini pommes confites au Calvados. Pour accompagner ce dessert surprenant, Simon Verger à fait le choix de l'accorder avec un cocktail végétal très original sans alcool composé de : jus de persil, jus de poire, jus de citron yuzu avec peau et jus de pommes de Normandie.
C'est en partie grâce à cette recette que Simon Verger de décroché le titre de Meilleur Ouvrier de France Maître d'hôtel, du Service et des Arts de la Table.

## Entrepreneuriat et collaborations
Passionné par son métier, Simon Verger investi le reste de son temps libre pour entreprendre et créer de nouvelles collaborations uniques.
Il est d'ailleurs déjà depuis plusieurs années fondateur et gérant d'une société d'événementiel autour du vin et de la gastronomie.
Il a également réalisé plusieurs collaborations avec son titre de Meilleur Ouvrier de France. Ici deux exemples :
Le premier c'est un café, un café unique au monde car il est affiné 9 semaines fût de Sauternes.
Ce café fut réalisé avec deux amis d'enfance : Yoann Bride et Jean Compeyrot.
Yoann Bride est torréfacteur à Dole dans le Jura il s'est chargé de sélectionner le café, c'est un café 100% Arabica qui vient d'Éthiopie de la région Yrgacheffe, considérer comme le berceau natal du café. Il est cultivé par des petits producteurs de la région entre 1500 mètres et 2000 mètres d'altitude et arrosé uniquement à l'eau de source. Yoann Bride va également s'occuper de toute la torréfaction du café.